# Diguan Pigot
Diguan Pigot (n. Paramaribo, 24 de junio de 1994) es un nadador de estilo braza surinamés. Es hermano de la también nadadora Chinyere Pigot.

## Biografía
Comenzó nadando en el Campeonato Mundial de Natación de 2009. Posteriormente en los Juegos Suramericanos de 2010, Juegos Panamericanos de 2011 y en el Campeonato Mundial de Natación de 2011, quedando en todos ellos sin medalla. Hizo su primera aparición olímpica en los Juegos Olímpicos de Londres 2012, nadando en la prueba de 100 m braza. Nadó en la primera serie, y quedó tercero de la misma con un tiempo de 1:05.55, insuficiente para pasar a las semifinales al quedar en la posición 43 en el sumario total.

## Marcas personales
| Estilo       | Tiempo  | Competición                                |
| 50 m libre   | 25.20   | Juegos sudamericanos de 2010               |
| 50 m espalda | 27.25   | Campeonato de las Islas del Caribe de 2012 |
| 50 m braza   | 31.58   | Juegos sudamericanos de 2010               |
| 100 m braza  | 1:05.55 | Juegos Olímpicos de 2012                   |
| 200 m braza  | 2:27.21 | Campeonato Mundial de 2011                 |